# Eugène Flaman
Pour les articles homonymes, voir Flaman (homonymie).
Eugène Flaman (né le 6 janvier 1842 à Moulins-sur-Céphons et mort à Rainfreville le 22 août 1935) est un ingénieur ferroviaire, diplômé de l'École centrale des Arts et Manufactures (promotion 1865). 

## Biographie
Né dans l'Indre, Il fit une longue carrière dans la Compagnie des chemins de fer de l'Est de 1866 à 1908 en tant qu´ingénieur des études, du matériel et de la traction. Il mit en œuvre la chaudière Flaman à double-corps, qui a battu le record du monde de vitesse sur rail en juin 1890 (144 km/h entre Sens et Montereau), et mit au point l'indicateur-enregistreur de vitesse pour locomotive appelé le Flaman ou « le mouchard », qui fut largement utilisé jusqu'en 1990.

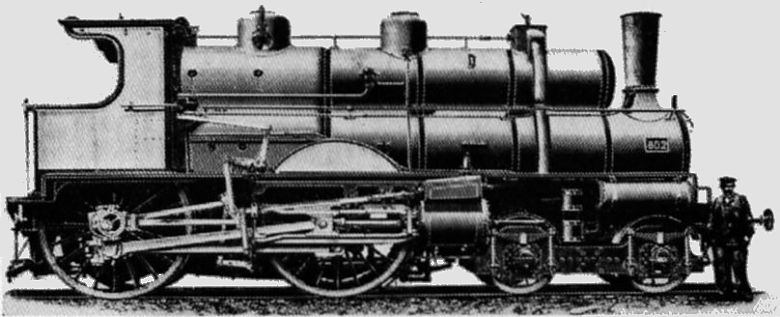
Locomotive série 801-840 avec chaudière Flaman.
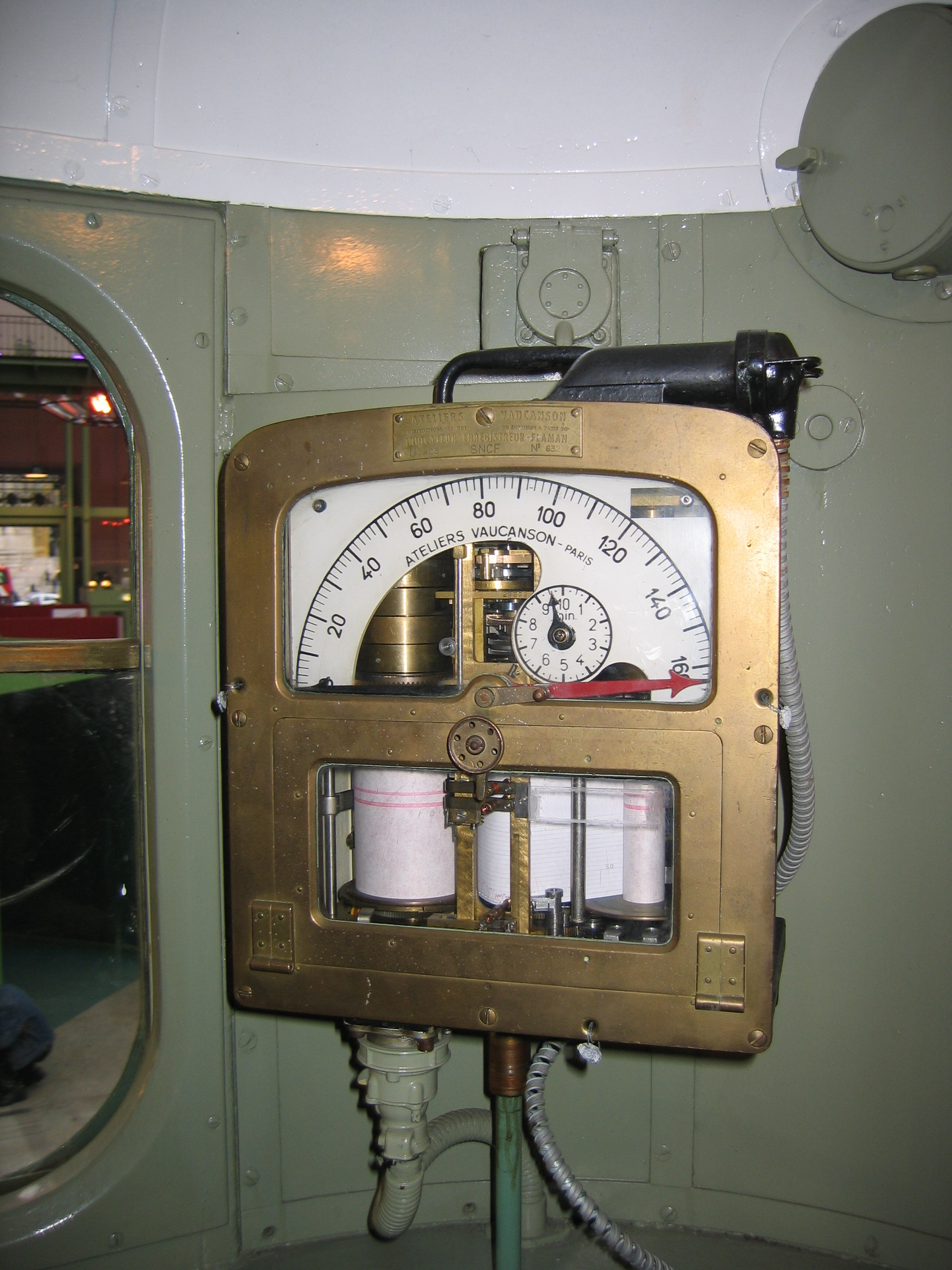
Indicateur-enregistreur de vitesse Flaman.